# طوفان آرام
طوفان آرام (انگلیسی: Quiet storm) نام گونه‌ای از موسیقی آر اند بی است که به شکل آرام، عاشقانه و تحت تأثیر موسیقی جاز اجرا می‌شود. نام این سبک از آلبوم طوفانی آرام از اسموکی رابینسون گرفته شده‌است.
ملوین لیندزی این فرمت رادیویی را در ۱۹۷۶ زمانی که در رادیو واشینگتن کارآموز بود پایه‌گذاری کرد. به مرور زمان طوفان آرام خود زیرسبک مستقل از موسیقی آر اندبی معاصر شد. این سبک در دههٔ ۸۰ میلادی برای مخاطبان آفریقایی آمریکایی بزرگسال و سطح بالا عرضه می‌شد، در حالی که در میان جوانان مخاطبانش را روز به روز در مقابل عصر طلایی هیپ هاپ از دست می‌داد.